# Права ЛГБТ на Кубе

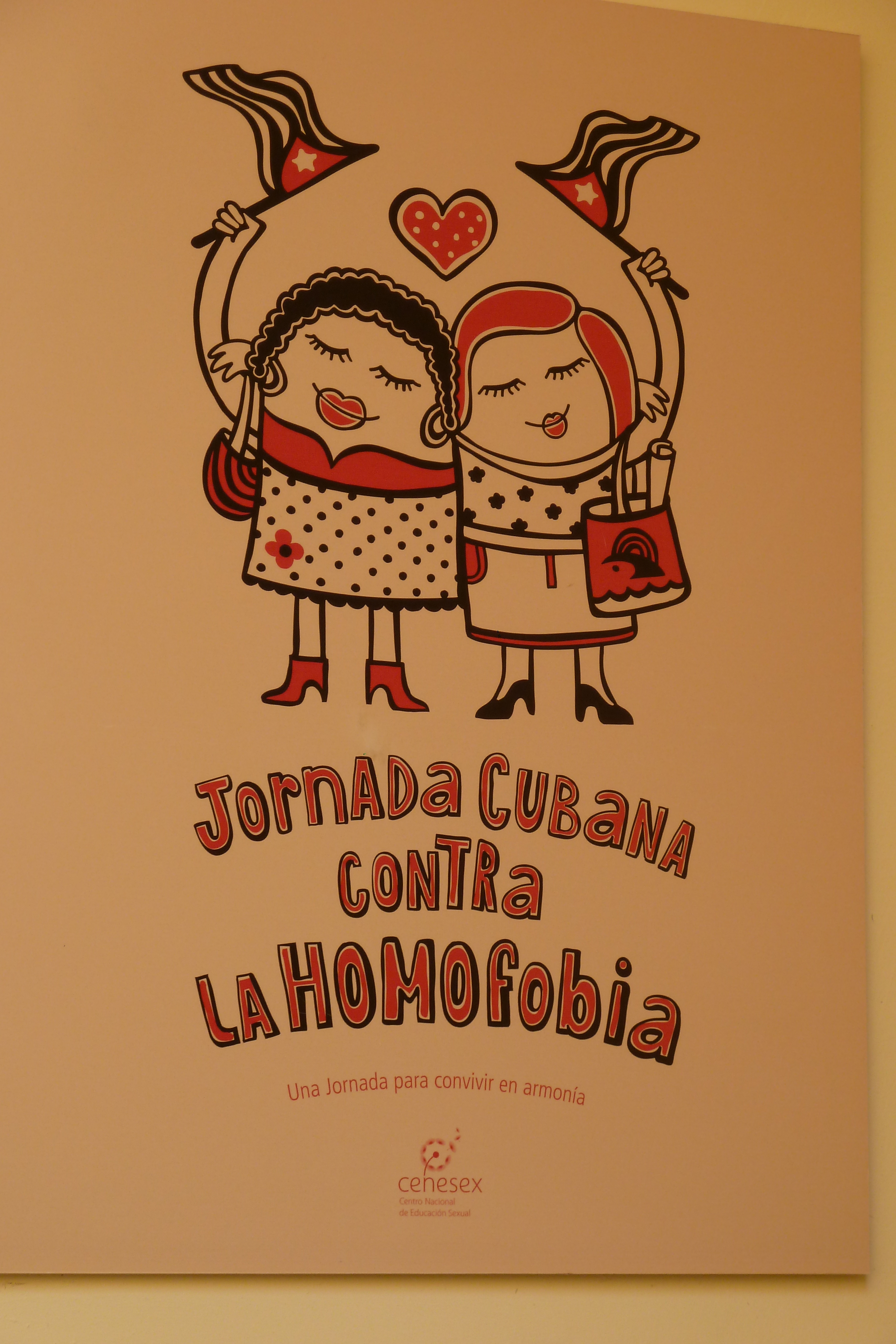
«Кубинский день борьбы с гомофобией» — плакат Национального центра сексуального образования

Права ЛГБТ на Кубе с 2022 года защищены, регистрируются однополые браки и партнёрства, официально разрешены однополые отношения с 16 лет. В кубинском обществе было распространено негативное отношение к ЛГБТ, но с начала 1990-х годов оно неуклонно улучшается. Продвижением более толерантного отношения к ЛГБТ занимается кубинский Национальный центр сексуального образования (CENESEX) во главе с Мариэлой Кастро.

## История
В 1979 году правительство декриминализовало некоммерческие сексуальные отношения между лицами одного пола. В настоящее время на Кубе можно зарегистрировать однополый брак согласно прошедшему недавно референдуму по внесению правок в Конституцию страны. Так, Конституция Кубы и Семейный кодекс определяют брак как союз двух лиц. По словам сотрудника CENESEX Альберто Герра, еще в 1976 году Вильма Эспин предложила, чтобы браком считался союз двух людей независимо от их пола, однако правительство не поддержало эту идею.
В 1988 году на Кубе прошла первая операция по смене пола. В настоящее время операции по смене пола для трансгендеров оплачиваются из государственного бюджета (как и другие медицинские операции).
С 1993 года представителям ЛГБТ разрешено служить в кубинской армии — Революционных вооружённых силах. В 1994 году государственная киноиндустрия выпустила фильм «Клубника и шоколад», главным героем которого является гей, подружившийся с кубинским коммунистом. По мнению Альберто Герра, положительные перемены по отношению к ЛГБТ вызваны сплочением общества после распада социалистической системы и экономического кризиса на Кубе в начале 1990-х годов. Тогда, отмечает он, люди, включая геев и трансгендеров, объединились, чтобы сохранить завоевания социализма и суверенитет страны. С другой стороны, американское правительство регулярно выступает с обвинениями в адрес кубинских властей. В частности, говорится в американском докладе, в 1997 году кубинская полиция провела массовые рейды по гей-клубам и гей-дискотекам с задержаниями посетителей.
В 2010 году Фидель Кастро назвал притеснения геев после революции «большой несправедливостью». По его словам, он не уделял этой проблеме достаточно внимания, поскольку в то время приходилось решать множество других проблем, «вопросы жизни и смерти»: вооружённые нападения со стороны США, систематический саботаж, покушения и диверсии ЦРУ, Карибский кризис и т. д. Однако, подчеркнул Кастро, он не снимает с себя ответственности за дискриминацию граждан по признаку сексуальной ориентации в те годы.
В стране ежегодно проводится «День борьбы с гомофобией», организаторами которого выступают Национальный центр сексуального образования и Конфедерация трудящихся Кубы. Его заявленная цель — содействовать осуществлению равноправия и социальной справедливости. Как отмечает официальная газета кубинской компартии «Granma», в 1973 году ВОЗ исключила гомосексуализм из списка болезней, однако предвзятое отношение к геям сохраняется, что угрожает их развитию и полноценной интеграции в общество. По мнению газеты, следует уважать у каждого человека свободу сексуальной ориентации и гендерной идентичности.
В 2012 году открытый трансгендер выиграл муниципальные выборы в провинции Вилья-Клара.
В июле 2018 года принят проект изменений к конституции, которыми провозглашён запрет на дискриминацию по признаку сексуальной ориентации, а также введено гендерно-нейтральное определение брака.
На референдуме 25 сентября 2022 года 67 процентами голосов при 74-процентной явке был принят обновлённый Семейный кодекс, разрешающий государственную регистрацию однополых браков и партнёрств.

## Сводка некоторых прав
| Легальность однополых контактов                        | с 1979 |
| Равный возраст согласия                                | с 1979 |
| Право на труд (антидискриминационные законы)           | с 2013 |
| Служба в вооружённых силах                             | с 1993 |
| Право на изменение пола                                | с 2008 |
| Доступ лесбиянкам к экстракорпоральному оплодотворению |        |
| Однополые браки                                        | с 2022 |
| Регистрация однополых союзов                           | с 2022 |